# Flämingrummeln und Trockenkuppen
Flämingrummeln und Trockenkuppen este o arie protejată (arie specială de conservare — SAC, sit de importanță comunitară — SCI) din Germania întinsă pe o suprafață de 180,68 ha, integral pe uscat.

## Localizare
Centrul sitului Flämingrummeln und Trockenkuppen este situat la coordonatele 52°04′53″N 12°33′25″E / 52.0814°N 12.5569°E.

## Înființare
Situl Flämingrummeln und Trockenkuppen a fost declarat sit de importanță comunitară în martie 2004.

## Biodiversitate
Situată în ecoregiunea continentală, aria protejată conține 3 habitate naturale: Pajiști uscate europene, Pajiști calcaroase din nisipuri xerice, Păduri acidofile de stejar bătrân cu Quercus robur pe câmpii nisipoase.
La baza desemnării sitului se află un număr nedeclarat de specii protejate.